# Takashi Iizuka (catch)
Takayuki Iizuka (飯塚 孝之, Iizuka Takayuki) (né le 2 août 1966 à Muroran), est un  catcheur japonais connu sous le nom de ring Takashi Iizuka (飯塚 高史, Iizuka Takashi).

## Carrière

### New Japan Pro Wrestling

#### G.B.H. et CHAOS (2008–2014)
Le 4 mars au 40e anniversaire de la NJPW son association avec Toru Yano commence fort avec un succès sur les champions par équipe Hiroyoshi Tenzan et Satoshi Kojima. Le match ne comptait pas pour les ceintures mais à Wrestling Dontaku, le 3 mai, Yano et Iizuka l'emportent à nouveau et empochent les ceintures par équipe IWGP. Le 16 juin à Dominion 6.16 leur match revanche avec Ten-Koji se termine en No Contest. En conséquence, quatre jours plus tard Yano et Iizuka ont été dépouillés des titres. Le 22 juillet, Yano et Iizuka ont été défaits par Tenzan et Kojima dans un match pour les titres vacants. Le 4 janvier 2013, à Wrestle Kingdom 7 in Tokyo Dome, Yano, Bob Sapp, Takashi Iizuka et Yujiro Takahashi ont été défaits dans un match par équipe par Nakanishi, Akebono, MVP et Strong Man. Le 9 février, Yano et Iizuka font une apparition pour la Pro Wrestling Noah, leur match contre Maybach Taniguchi et Maybach Taniguchi, Jr. qui se termine par une double disqualification. Plus tard, Yano et Iizuka attaque le chef du clan No Mercy KENTA après le main event, ce qui a conduit Maybach Taniguchi à venir apparemment sauver Kenta, mais il a fini par frapper ce dernier avec une chaise. Yano a alors saisi les GHC Tag Team Championship de Naomichi Marufuji et Takashi Sugiura, avant de remettre à Taniguchi le GHC Heavyweight Championship de KENTA. Le lendemain, Yano et Iizuka ont été nommés prétendants numéro un pour les GHC Tag Team Championship. Le 10 mars, ils battent Naomichi Marufuji et Takashi Sugiura pour devenir les nouveaux GHC Tag Team Champions.

#### Suzuki-gun (2014–2019)
Le 5 juillet 2016, lui et Minoru Suzuki perdent contre Naomichi Marufuji et Toru Yano et ne remportent pas les GHC Tag Team Championship.

## Palmarès
- New Japan Pro Wrestling
  - 3 fois IWGP Tag Team Championship avec Riki Chōshū (1), Kazuo Yamazaki (1) et Toru Yano (1)
  - G1 Tag League (2000) avec Yūji Nagata

- Pro Wrestling NOAH
  - 1 fois GHC Tag Team Championship avec Toru Yano